# Alejandro Ramírez Calderón

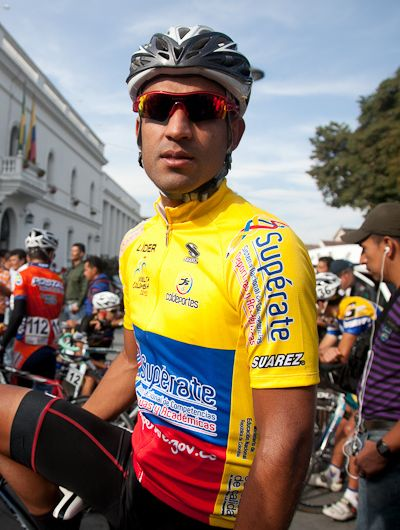
Alejandro Ramírez bei der Vuelta a Colombia 2012

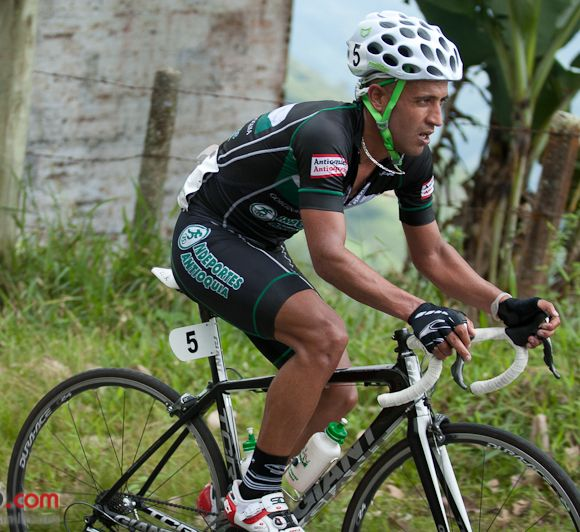
Alejandro Ramírez (2011)

Alejandro Ramírez Calderón (* 15. August 1981 in La Ceja) ist ein kolumbianischer Radrennfahrer.
Alejandro Ramírez gewann 2005 eine Etappe beim Clásico RCN. Im nächsten Jahr war er auf einem Teilstück bei der Clasica International de Tulcan erfolgreich. Außerdem gewann er auch eine Etappe beim Doble Sucre Potosí G.P., wo er auch die Gesamtwertung für sich entscheiden konnte. 2012 siegte er in der Vuelta a Cundinamarca. Er fuhr 2007 für die Mannschaft UNE-Orbitel, die eine Lizenz als Continental Team besitzt.

## Erfolge
2006
- Gesamtwertung und eine Etappe Doble Sucre Potosí G.P.

2010
- Mannschaftszeitfahren Vuelta a Colombia
- eine Etappe Vuelta a Guatemala

2011
- Mannschaftszeitfahren Vuelta a Colombia

## Teams
- 2007 UNE-Orbitel

...
- 2009 Colombia es Pasión Coldeportes
- 2010 Ind Ant-Idea-Fla-Lot De Medellín
- 2011 Gobernación de Antioquia-Indeportes Antioquia
- 2012 Gobernación de Antioquia-Indeportes Antioquia
- 2013 Aguardiente Antioqueño-Lotería de Medellín
- 2014 Aguardiente Antioqueño-Lotería de Medellín-IDEA
- 2015 Coldeportes-Claro